# Force India VJM03
VJM03 é o modelo de carro de corrida da equipe Force India para a temporada de 2010 de Fórmula 1. O carro será pilotado por Adrian Sutil e Vitantonio Liuzzi.
O modelo foi apresentado no dia 9 de fevereiro de 2010, em Jerez de la Frontera, na Espanha.